# Leif Carlsson
Leif Carlsson (* 18. Februar 1965 in Ludvika) ist ein ehemaliger schwedischer Eishockeyspieler sowie derzeitiger -trainer und -funktionär, der unter anderem für die Eisbären Berlin und Revierlöwen Oberhausen in der Deutschen Eishockey Liga aktiv war.

## Karriere

### Spieler
Carlsson begann seine Karriere 1983 beim Mora IK, ehe er ein Jahr später in die schwedische Elitserien zu Färjestad BK wechselte. Mit Färjestad gewann er 1986 und 1988 die schwedische Meisterschaft. Im Sommer 1989 wechselte er zum Ligakonkurrenten Västra Frölunda HC, für den er zwei Spielzeiten aktiv war und anschließend zur Saison 1991/92 nach Färjestad zurückkehrte. Der Stürmer gewann mit seinem Team 1993 im schweizerischen Davos den Spengler Cup. In der Saison 1994/95 stand Carlsson im Kader des EHC Biel, mit dem er in der höchsten Schweizer Spielklasse, der Nationalliga A, aktiv war. Dort absolvierte er insgesamt 33 Partien und erzielte dabei 17 Scorerpunkte. Zum Saisonende kehrte er nach Schweden zum Färjestads BK zurück.
Carlsson blieb bis 1996 beim Färjestad BK und unterschrieb danach einen Kontrakt bei den Eisbären Berlin aus der Deutschen Eishockey Liga. Mit den Berlinern konnte er 1999 den dritten Platz der European Hockey League erreichen. Nachdem sein Vertrag im Sommer 2000 nicht verlängert worden war, schloss er sich den Revierlöwen Oberhausen an, die damals ebenfalls in der DEL spielten. Nach einem sechsten Platz nach der Hauptrunde qualifizierte er sich mit den Revierlöwen erfolgreich für die Play-offs. Dort verlor die Mannschaft allerdings mit 0:3 Niederlagen gegen die München Barons. Zum Ende der Spielzeit 2000/01 verließ er Oberhausen nach einem Jahr wieder. In den nächsten drei Jahren spielte er für den Grums IK und den Ludvika HC, bei denen er 2004 seine aktive Eishockeykarriere beendete.

### Trainer und Funktionär
Ab Januar 2006 bis zum Ende der Saison 2005/06 war Carlsson als Assistenztrainer bei seinem ehemaligen Klub Färjestad BK in der Elitserien tätig und gewann dort die Meisterschaft. Zwischen 2006 und 2010 trainierte er den Skåre BK in der Division 1, bevor er zur Spielzeit 2010/11 erneut Co-Trainer bei Färjestad wurde und im Januar 2012 die Nachfolge des entlassenen Niklas Czarnecki als Cheftrainer der Mannschaft antrat. Anschließend folgten zwei weitere Spielzeiten an der Bande von Färjestad, ehe der Schwede im Sommer 2014 auf die Position des Sportdirektors wechselte und für die Siaosn 2014/15 ebenfalls als Assistenztrainer fungierte.
In der Saison 2017/18 war er Cheftrainer bei der Leksands IF aus der HockeyAllsvenskan. Von Januar 2020 bis November 2021 war er Cheftrainer des EV Landshut in der DEL2. Danach arbeitete der Schwede ab dem Sommer 2022 für zwei Spielzeiten als Cheftrainer des norwegischen Klubs IK Comet, den er in seinem ersten Jahr zum Aufstieg in die Eliteserien führte. Nachdem Carlsson ab dem Sommer 2024 vereinslos gewesen war, kehrte er im Januar 2025 in die DEL2 zurück, wo er beim ESV Kaufbeuren die Nachfolge des entlassenen Daniel Jun antrat. Bereits im April 2025 wurde die Trennung mit dem ESV Kaufbeuren bekannt gegeben.

## Erfolge und Auszeichnungen

### Spieler
- 1986 Schwedischer Meister mit Färjestad BK
- 1988 Schwedischer Meister mit Färjestad BK
- 1993 Spengler-Cup-Gewinn mit Färjestad BK
- 1999 Dritter Platz bei der European Hockey League mit den Eisbären Berlin

### Trainer
- 2006 Schwedischer Meister mit Färjestad BK
- 2011 Schwedischer Meister mit Färjestad BK